# Poker Face (televíziós sorozat)
A Poker Face egy 2023-ban bemutatott amerikai krimisorozat, melyet Rian Johnson készített a Peacock streaming-szolgáltató számára. Hazánkban a SkyShowtime mutatta be. A főszerepben Natasha Lyonne látható, aki egy Charlie Cale nevű nőt játszik, akinek különleges képessége, hogy azonnal észreveszi, ha valaki hazudik. Miközben bejárja az Egyesült Államokat, útja során különféle bűneseteket old meg.
Készítését 2021-ben jelentették be, ahol Lyonne mint producer, Johnson pedig rendező került a képbe. Nora Zuckerman és Lilla Zuckerman showrunnerként kaptak szerepet. Az első évad tíz epizóddal 2023 januárjában debütált, és jól fogadta a kritika, Lyonne-t alakításáért Emmy-díjra jelölték, és 2023 februárjában berendelték a második évadot. A folytatás immár 12 epizóddal 2025 májusában érkezett.

## Cselekmény
A sorozat formátuma és képi világa is leginkább a Columbo című sorozatra emlékeztet, egy bűnügy fordított felgöngyölését mutatja be, minden epizódban más szereplőkkel. A szintén annak a stílusát utánzó főcím és a főszereplők bemutatása után mindegyik epizód egy gyilkosság közvetlen előzményével, majd annak elkövetésével foglalkozik. Charlie Cale, aki a sorozat kezdetén még egy kaszinóban dolgozik, egyedülálló képesség birtokosa: ránézésre képes megmondani bárkiről, hogy hazudik vagy sem. Egy kaszinófőnök vérdíjat tűz ki a fejére, ezért menekülnie kell, és mindig útközben keveredik arra a helyre, ahol a gyilkosság történik (még mielőtt az bekövetkezne). Nyomozásai során mindig viszonylag hamar rájön, hogy ki volt a gyilkos (hiszen felismeri a hazugságot), ám hogy pontosan hogy történt és kik követték el, azt még ki kell derítenie. Nyomozását minden epizódban segíti valaki az áldozatok közvetlen környezetéből, vagy éppen motivációként szolgál számára, hogy kiderítse az igazságot. A második évadban a maffia többé már nem üldözi őt, ekkortól csak járja az országot, és eközben keveredik kalandokba.

## Szereplők
| Szereplő      | Színész        | Magyar hang       |
| ------------- | -------------- | ----------------- |
| Charlie Cale  | Natasha Lyonne | Timkó Eszter      |
| Cliff LeGrand | Benjamin Bratt | Csankó Zoltán     |
| Luca Clark    | Simon Helberg  | Karácsonyi Zoltán |
| Beatrix Hasp  | Rhea Perlman   | Pálos Zsuzsa      |
| Alex          | Patti Harrison |                   |
| Jó haver      | Steve Buscemi  | Végh Péter        |

A főszereplők mellett mindegyik epizódban szerepelnek híres vendégszereplők, akik jellemzően vagy a gyilkost, vagy az áldozatot alakítják.

## Évados áttekintés
| Évad | Évad | Epizódok | Eredeti sugárzás | Eredeti sugárzás | Eredeti adó      | Magyar sugárzás      | Magyar sugárzás    | Magyar adó |
| Évad | Évad | Epizódok | Évadpremier      | Évadfinálé       | Eredeti adó      | Évadpremier          | Évadfinálé         | Magyar adó |
| ---- | ---- | -------- | ---------------- | ---------------- | ---------------- | -------------------- | ------------------ | ---------- |
|      | 1    | 10       | 2023. január 26. | 2023. március 9. |                  | 2023. szeptember 15. | 2023. november 10. |            |
|      | 2    | 12       | 2025. május 8.   | 2025. július 10. | 2025. július 17. | 2025. szeptember 18. |                    |            |

## Készítése
2021 márciusában jelentették be a sorozat készítését, amelyet Rian Johnson talált ki, ő lett az executive producer, a rendező, és az író is. Elmondása szerint egy olyan vicces, karaktervezérelt, hetente más bűnügyet megoldó sorozatot szeretett volna alkotni, mint amilyeneket ő is látott gyerekkorában. Nagy inspiráció volt számára a Columbo, egész pontosan annak a fordított nyomozós módja: a néző már az elején tudja, hogy ki a gyilkos, és azért izgul, hogy a nyomozó valahogy elkapja. A sorozat hangvételére más régi sorozatok is hatással voltak, köztük a Magnum, a Rockford nyomoz, a Quantum Leap, az Út a mennyországba, és "A hihetetlen Hulk". Johnson szerint ezek ábrázolásmódjával Amerikának olyan szegleteibe nyerhet a néző betekintést, amiket általában soha nem láthat.
Natasha Lyonne játssza a főszereplőt, Charlie-t, akit Johnson személyesen keresett meg, miután úgy vélte, a szerepet kifejezetten rá szabták. A Columbóval való hasonlóság ellenére az általa alakított karakter a törvényesség határait súrolja tevékenységével. Ugyancsak a Columbóhoz hasonlit a megoldás, hogy a gyilkosokat ismert színészek alakítják, de a mellékszerepekben is gyakran ők láthatók. Benjamin Bratt játssza azt a biztonsági embert, akit Charlie nyomába küldtek a kaszinóból, ahol dolgozott, és alkalmanként felbukkan, kizökkentve őt a nyomozásból. Állandó szerepet kapott még Simon Helberg, Luca Clark FBI-ügynököt alakítja, akivel Charlie összebarátkozott és segítik egymást.
A sorozatot különféle helyszíneken vették fel, köztük volt a New York állambeli Newburgh, a Hudson-folyó völgye, Albuquerque, és a nevadai Laughlin.